# Schloss Rühstädt

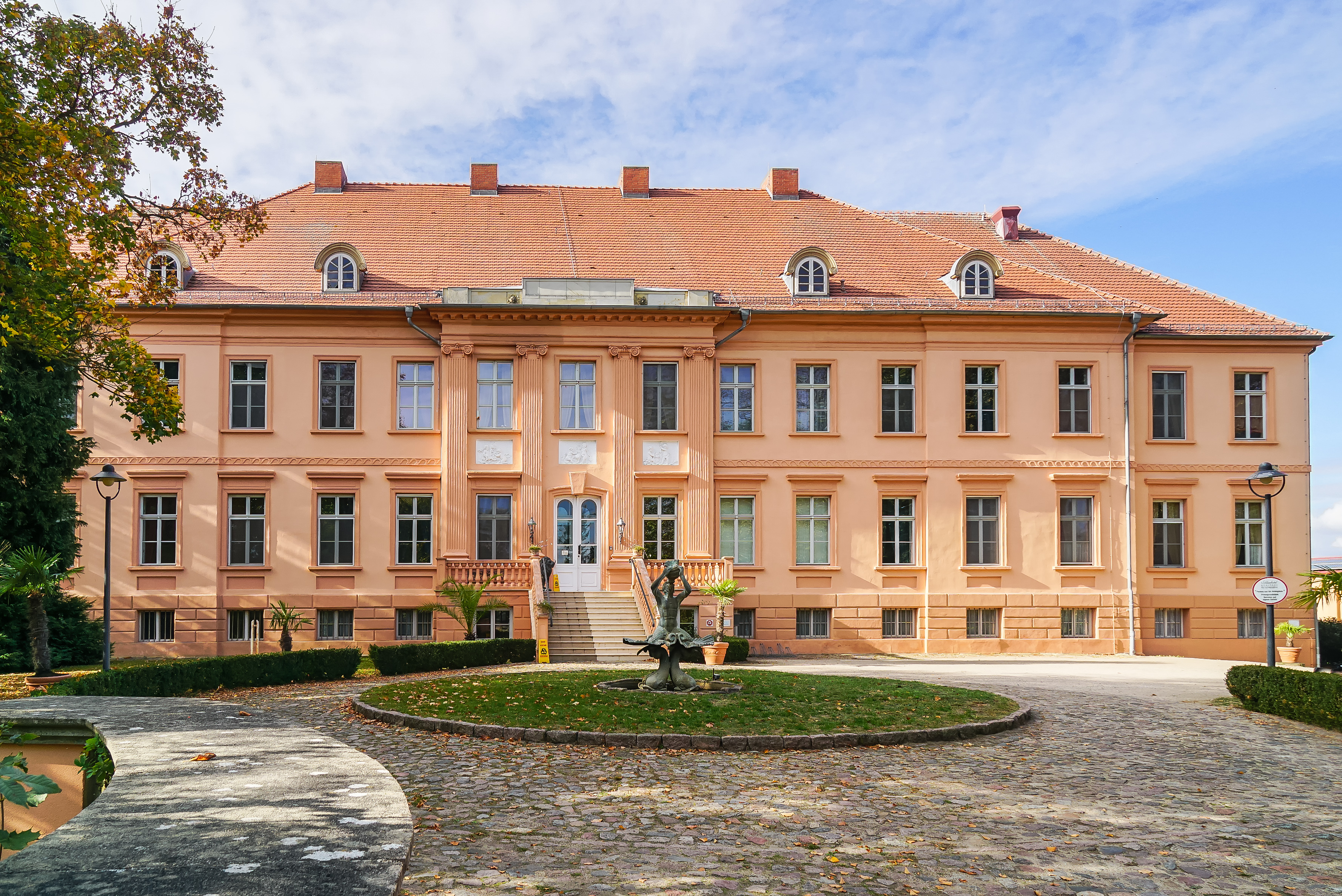
Schloss Rühstädt

Das denkmalgeschützte Schloss Rühstädt steht in Rühstädt, einer Gemeinde im Landkreis Prignitz von Brandenburg. Das Schloss wurde 2002 zum Hotel umgebaut.

## Beschreibung
Magdalene von Jagow, geb. von Bismarck (1743–1801), erwarb 1780 den Gutshof und baute gemeinsam mit ihrem Mann, Georg Otto Friedrich von Jagow, auf der Stelle des 1780 abgebrannten Schlosses bis 1782 das noch heute stehende zweigeschossige Schloss mit strenger frühklassizistischer Putzgliederung neu auf. Die Südseite wurde 1911 und die Nordseite 1990–92 um je einen Anbau erweitert. Auf der Hofseite treten an den Seiten zweiachsige Risalite flach hervor. Der das über eine Freitreppe erreichbare Portal betonende Mittelrisalit mit drei Achsen ist mit ionischen Pilastern und Reliefs in den Brüstungsfeldern der Obergeschossfenster geschmückt. Der mittige Risalit mit vier Achsen auf der Gartenseite ist ebenso gegliedert. Davor befindet sich eine Terrasse mit Balusterbrüstung, von der eine Freitreppe in den Garten führt. In den Innenräumen blieb der Stuck der Wände und Decken größtenteils erhalten.

## Rittergut

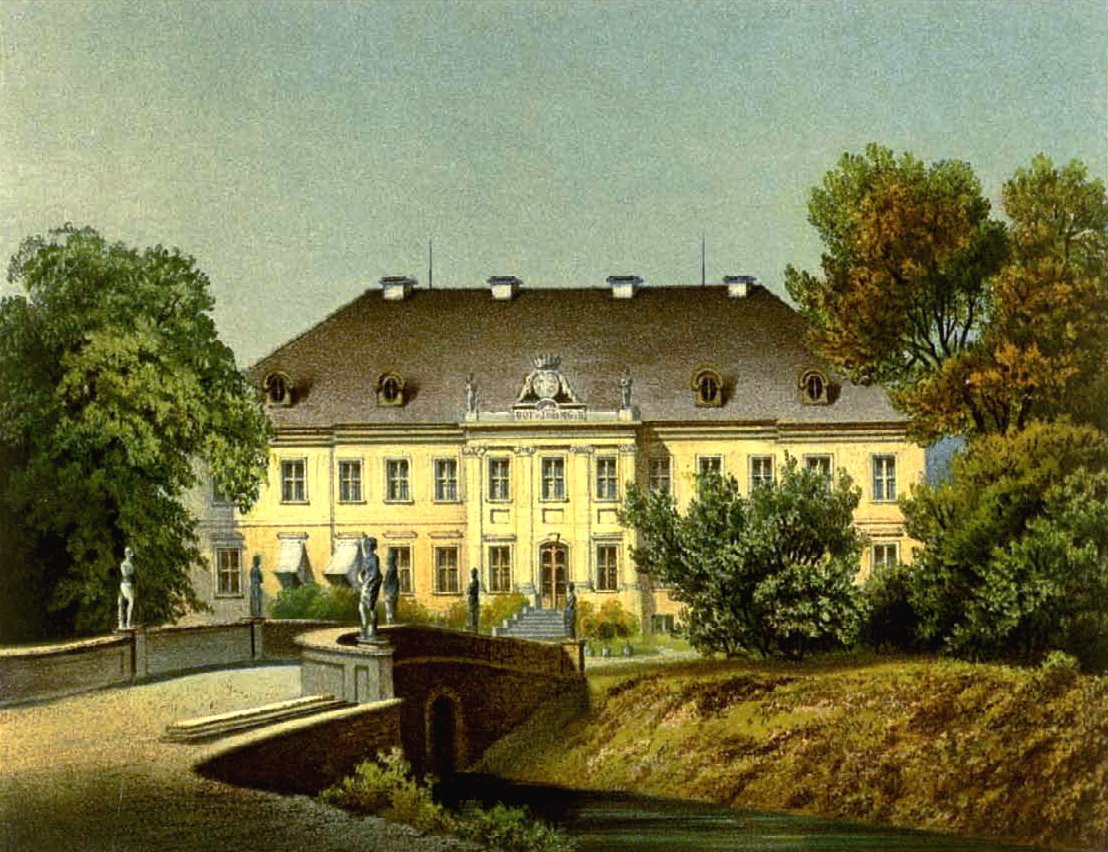
Schloss Rühstädt um 1859/60, Sammlung Alexander Duncker

Neben den Repräsentationsaufgaben eines stattlichen Herrensitzes diente ein Gutsschloss auch immer in der Funktion des Mittelpunktes eines großen land- und forstwirtschaftlichen Betriebes, es war Wohnbau- und Verwaltungssitz (Rentamt) eines Rittergutes, angesetzt für viele Generationen. Auf diese Tradition bildet die Familie von Jagow eine eigene Familienlinie Rühstädt heraus. Um 1880 gehörte zum Gut Rühstädt auch eine Ziegelei. Die Besitzung umfasste damals ohne Nebengüter 468 ha Fläche, davon waren 39 ha Forsten. Bekanntester Eigentümer im 19. Jahrhundert wurde Carl von Jagow-Rühstädt (1818–1888), er hatte den Hoftitel eines Erbjägermeisters inne und lebte einige Jahre in Berlin. Seine Eltern waren Friedrich Wilhelm Thomas Achaz von Jagow (1779–1854) und Adelaide Gräfin von Hacke (1782–1848). Sie stifteten 1845 für Rühstädt zur Regelung der Erbfolge auch einen Familienfideikommiss. Einige Generationen danach, vor 1914 war Günther von Jagow der Gutseigentümer, den Titel des Erbjägermeisters der Kurmark Brandenburg hatte er faktisch mitgeerbt. Kurz vor der großen Wirtschaftskrise, 1929/ 1930, besaß der Nachfolger Otto von Jagow, mit allen Nebengütern, etwa 2400 ha. Verwalter waren Förster Bloetz und Inspekteur Dröge. Seit 1943 war Rühstädt wieder ein frei vererbbares Allodgut, und der Bereich Friedrichswalde in der neuen Rechtsform eines Schutzforstes gestaltet. Die Enteignung der Besitzerfamilie mit der Bodenreform fand 1945/1946 statt.

## Park
Landschaftsgärten und Parkanlagen im Umfeld von Herrenhäusern dienten u. a. der Erbauung der Gutsherrnfamilie. Schon aus der Zeit des Vorgängerbaus, durch Friedrich Wilhelm von Grumbkow, Anfang des 18. Jahrhunderts, ist ein kleinerer Renaissance-Garten übermittelt. Daraus wurde später einer Schlosspark entwickelt. Die neue Anlegung geht auf C. F. Wichmann zurück. 1863–1865 wurde am südwestlichen Parkende ein Begräbnisplatz für die Familie von Jagow eingerichtet.